# Región de Vakinankaratra
Vakinankaratra es una región en el centro de Madagascar. La capital de la región es Antsirabe. La región de Vakinankaratra tenía una población estimada de 1 589 800 habitantes en 2004.

## Historia
El reino de Vakinankaratra, conocido como el reino del río Andrantsay, fue fundado a principios del siglo XVII por Andrianony, un príncipe originario de Alasora, al sur de Antananarivo. La capital del reino solía ser Fivavahana en la actual Betafo.
El último gobernante del Reino de Andrantsay fue Andriamanalinarivo que estaba en el trono cuando el rey de Imerina, Andrianampoinimerina conquistó la zona con la ayuda del joven príncipe Radama I a principios del siglo XIX. El territorio se integró en el Reino de Merina con el nuevo nombre Vakinankaratra.
Durante el período colonial, el centro de la región pasó a Antsirabe.

## Población
Vakinankaratra es la segunda región más poblada de Madagascar y tiene la segunda densidad de población más alta, solamente superado por Analamanga, en la capital del país y la ciudad más grande, donde se encuentra Antananarivo. En 2004, Vakinankaratra tenía una población estimada de 1.589.800 habitantes y una densidad de 95,8 habitantes por km². La gran mayoría de la población pertenece al grupo étnico Merina.

## Geografía

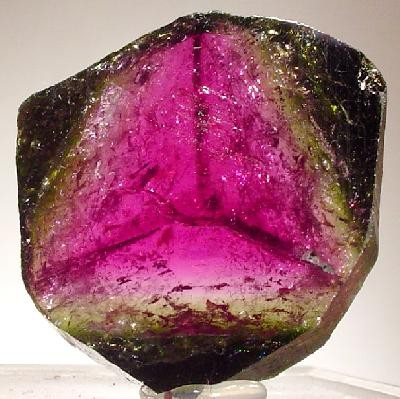
Liddicoatite en Ambohimanambola, Región de Vakinankaratra.

Vakinankaratra está situado en las tierras altas centrales de Madagascar. La región tiene una superficie de 16.599 kilómetros cuadrados (6.409 millas cuadradas), por lo que es la tercera región menos extensa en Madagascar. Limita con la región de Bongolava en el noroeste, Itasy en el norte, Analamanga en el noreste, Alaotra Mangoro y Atsinanana en el este, Amoron'i Mania en el sur, y Menabe al oeste.
Una serie de minerales preciosos se encuentran en Vakinankaratra, incluyendo Columbita, Liddicoatite y Londonite.

## Administrativo subdivisión
La región se divide en seis distritos, a saber:
- Distrito de Ambatolampy 263,109
- Distrito de Antanifotsy 316,293
- Distrito de Antsirabe I 244,944
- Distrito de Antsirabe II 417,370
- Distrito de Betafo 261,642
- Distrito de Faratsiho 198,542
- Distrito de Mandoto 150,300

Los distritos, se dividen a su vez en un total de 86 comunas.

## Política
Desde el año 2009, después del comienzo de la crisis política nacional, Paul Razanakolona ha ocupado el cargo de Jefe de la Región. Los anteriores jefes de la región incluyen a Lantoniaina Nirina Harintsoa Rabenantoandro (2004-2008) y Étienne Randimbiharimanana (2008-2009).